# 삼발 제트기

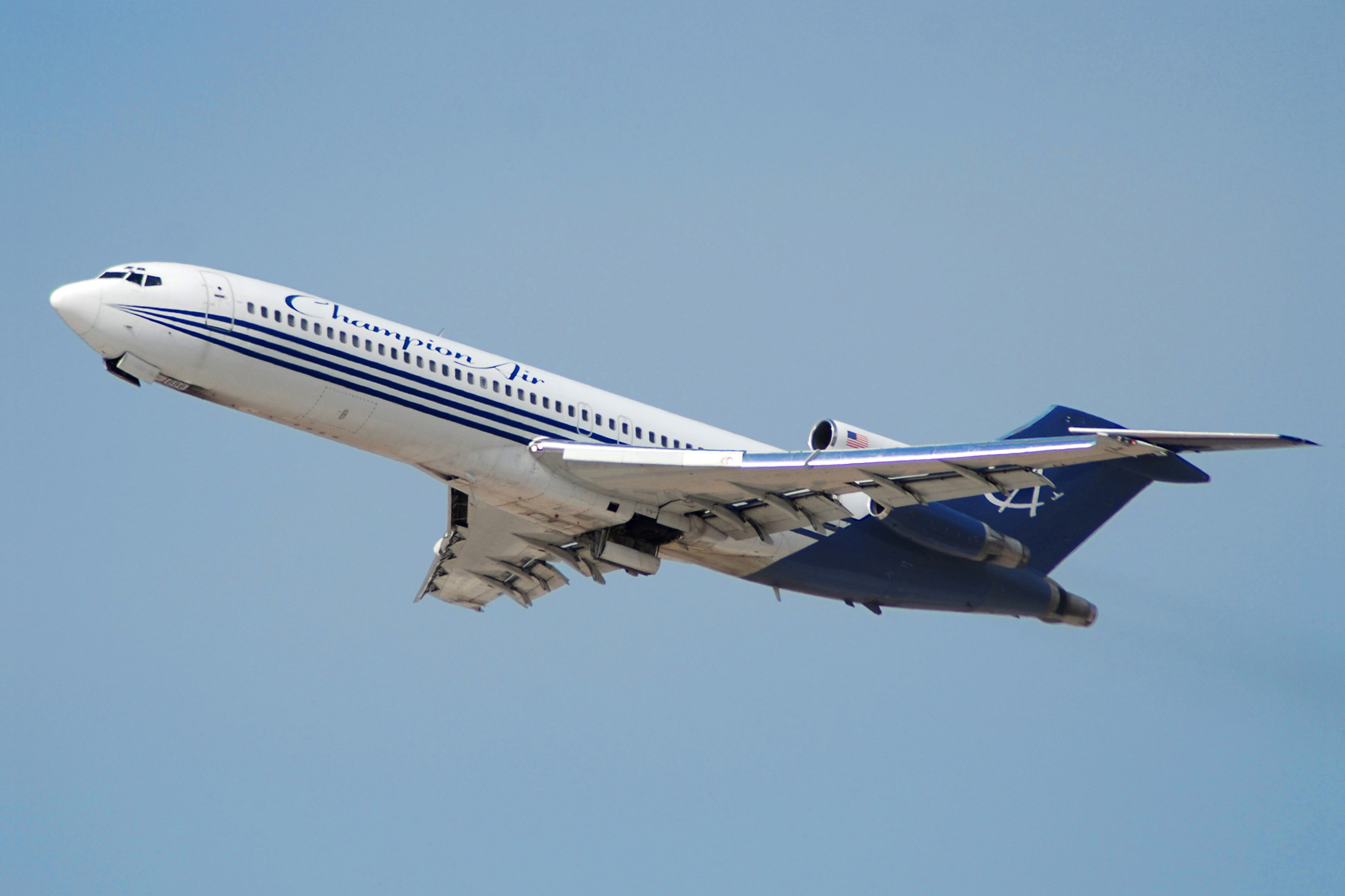
보잉 727는 최초의 삼발 제트기 중 하나이다.

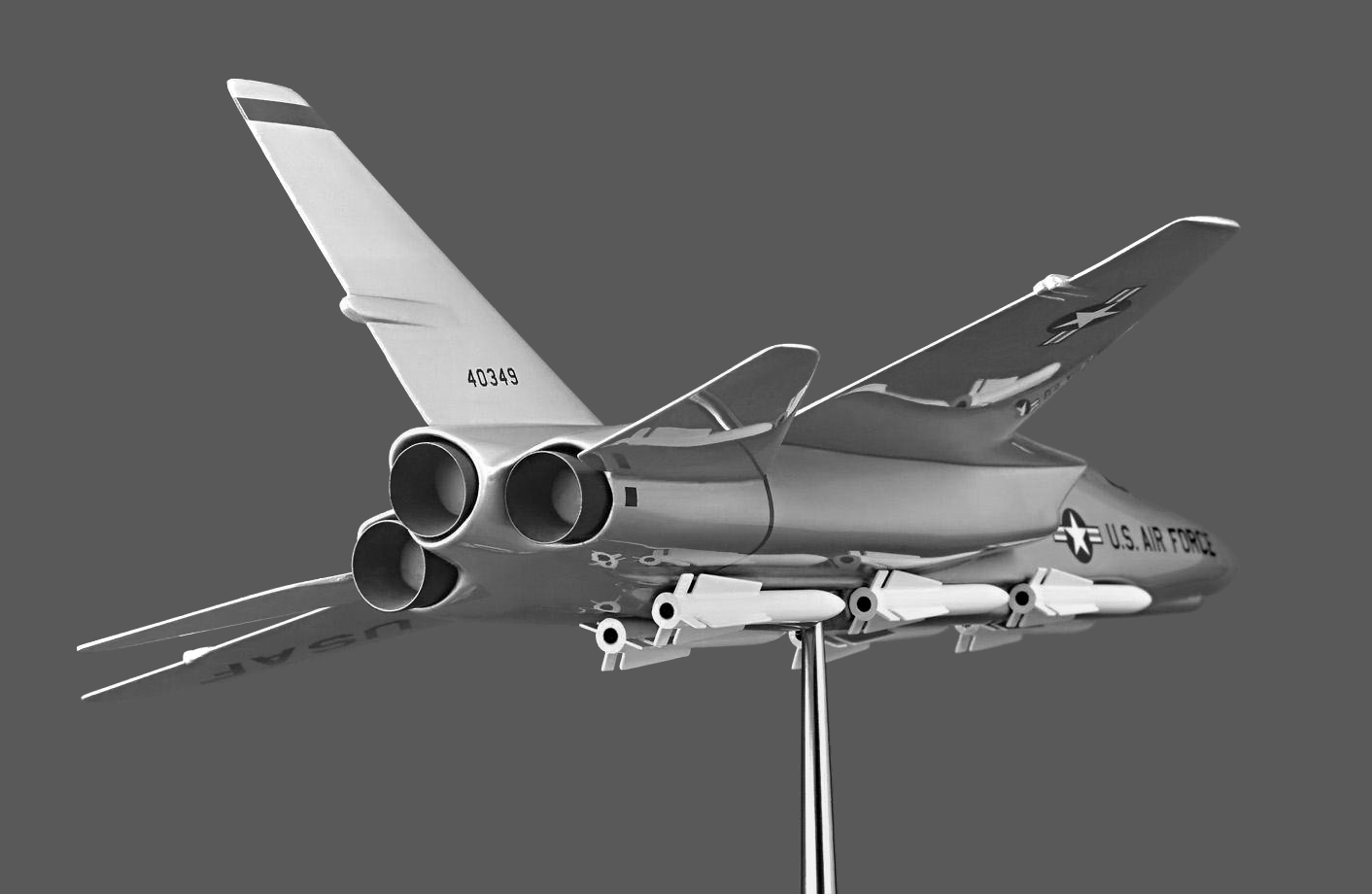
NR-349.

삼발 제트기, 트라이제트(trijet), 트라이젯은 3개의 제트 엔진으로 구동되는 제트기이다. 일반적으로 여객기 트라이제트는 혁신적인 엔진 위치와 터보팬 기술의 발전으로 인해 2세대 제트 여객기로 간주된다. 트라이제트는 쿼드제트보다 더 효율적이지만, 더 크고 안정적인 터보팬 엔진이 사용 가능해짐에 따라 트라이제트를 대체한 트윈제트만큼 효율적이지는 않다.

## 같이 보기
- S덕트
- 쌍발 제트기